# آنت استوولبک
آنت استووِلبک (دانمارکی: Anette Støvelbæk؛ زادهٔ ۲۷ ژوئیهٔ ۱۹۶۷) بازیگر و صداپیشه اهل دانمارک است.
از فیلم‌ها یا برنامه‌های تلویزیونی که وی در آن نقش داشته‌است، می‌توان به میله، زبان ایتالیایی برای مبتدی‌ها، در یک دنیای بهتر، ریمیکس و نیمکت اشاره کرد.